# Mačkov
Mačkov (933 m) –  szczyt w Magurze Orawskiej w Zewnętrznych Karpatach Zachodnich na Słowacji. Wznosi się w wąskim grzbiecie Minčola, który poprzez wierzchołki  Mačkov, Močidla (899 m) i Žiar (891 m) opada do doliny Orawy w miejscowości Istebné. Grzbiet ten oddziela doliny dwóch dopływów Orawy: po zachodniej stronie jest to dolina potoku Istebnianka, po wschodniej potoku Orvišník.
Mačkov jest zalesiony, znajdują się na nim jednak duże obszary bezleśne – polany i wiatrołomy. Stoki są strome i nie prowadzi przez niego żaden  szlak turystyczny. Grzbietem przebiega granica Parku Narodowego Mała Fatra – należą do niego zachodnie, opadające do doliny Istebnianki stoki Mačkova.